# John Jervis
John Jervis GCB, PC (Meaford Hall, Staffordshire, 9 de janeiro de 1735 — Brentwood, 13 de março de 1823), 1.º Conde de St Vincent, foi um almirante da Marinha Real Britânica e membro do Parlamento do Reino Unido. O conde St Vincent prestou serviço durante toda a o final da segunda metade do século XVIII e início do século XIX, e foi um comandante activo durante a Guerra dos Sete Anos, Guerra da Independência dos Estados Unidos, Guerras revolucionárias francesas e Guerras Napoleónicas. Ficou conhecido pela sua vitória durante a  Batalha do Cabo de São Vicente, origem dos seus títulos, e como patrono de Horatio Nelson.
Jervis era visto, pelos seus contemporâneos militares e político, como um óptimo administrador e reformador naval. Como comandante-em-chefe do Mediterrâneo, entre 1795 e 1799, introduziu uma série de duras ordens gerais para impedir os motins. Aplicou essas regras tanto a marinheiros como a oficiais. Esta nova política fez dele uma figura controversa. Quando passou para o comando da Frota do Canal, em 1799, levou consigo esse sistema de comando disciplinar. Em 1801, no cargo de Primeiro Lorde do Almirantado, introduziu diversas reformas que, embora impopulares naquela época, tornaram a Marinha mais eficiente e mais autossuficiente. Implementou inovações que incluíam máquinas de fabrico de poleame, na Doca Real de Portsmouth. St Vincent era conhecido pela sua generosidade  para com os oficiais que ele considerava de valor, mas, também, duro com aqueles que ele achava indisciplinados.
O verbete relativo a Jervis no Oxford Dictionary of National Biography de P. K. Crimmin, descreve a sua contribuição para a história: "A sua importância advém da sua capacidade de organizar vitórias; criador de frotas bem equipadas e altamente eficientes; e no treino de uma escola de oficiais tão profissionais, dinâmicos e dedicados ao serviço como ele próprio".

## Biografia

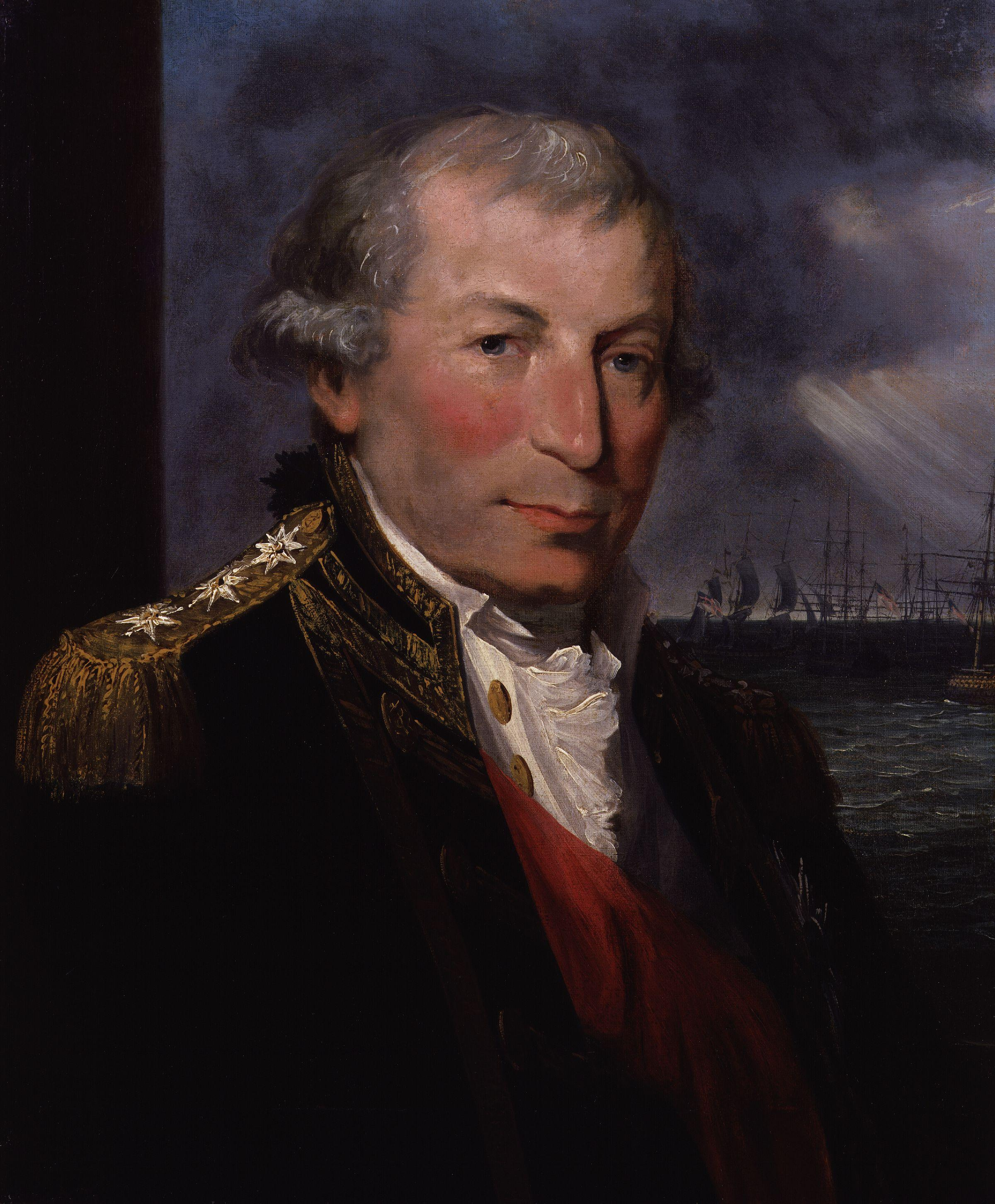
O almirante John Jervis, Conde de St Vincent

John Jervis nasceu em Meaford in Staffordshire, tendo entrado para a Armada Real Britânica em 1749. Foi promovido a tenente em 1755, tendo nesse ano tomado parte na conquista do Quebec. Em 1760 foi promovido a capitão, tendo-lhe sido sucessivamente confiado o comando de diversos navios no Mediterrâneo e no Canal da Mancha. Serviu como capitão durante a Guerra da Independência Americana e combateu na Primeira Batalha de Ushant em 1778.
Jervis foi feito cavaleiro da Ordem do Banho como recompensa pela captura do navio francês Pegase em 1782. No ano seguinte foi eleito membro do parlamento britânico em representação do círculo de Launceston, tendo nos termos seguintes representado Yarmouth e Wycombe integrado no partido Whig.
Em 1787 foi promovido a oficial general e em 1788 casou com a sua prima Martha Parker. Com o desencadear da guerra contra a França que resultou da Revolução Francesa, foi transferido para as Caraíbas, tendo participado nas operações navais de ocupação britânica das possessões francesa naquela região. Regressado à Grã-Bretanha em 1795, foi seguidamente promovido a almirante. Em Novembro desse ano foi-lhe entregue o comando da Esquadra do Mediterrâneo, tendo participado no bloqueio naval a Toulon e no apoio às forças italianas aliadas da Grã-Bretanha.
Manteve o cargo de comandante-em-chefe das forças navais britânicas no Mediterrâneo de 1796 a 1799. Uma das suas principais incumbências era observar as forças navais espanholas estacionadas em Cádis. Quando o conflito se alargou a Espanha, em 1797 uma força naval britânica, comandada por John Jervis, derrotou a Armada espanhola num recontro travado na costa algarvia frente ao Cabo de São Vicente. Pelo seu brilhantismo nesta batalha, conhecida como a Batalha do Cabo de São Vicente (1797), recebeu o título de Barão Jervis de Meaford, no Condado de Stafford, e o título de Conde de St. Vincent.
Nesse mesmo ano a Armada Real Britânica foi severamente abalada pelos motins de Spithead e Nore, os quais puseram a nu o mal-estar que se vivia nas suas fileiras. Nesse contexto de ameaça interna, John Jervis conseguiu impedir o aparecimento de incidentes de insubordinação entre as suas forças através de uma política de prevenção de tensões e de uma severa acção disciplinar. Instituiu um regime de chicoteamento e enforcamento de marinheiros por indisciplina e de admoestação pública dos seus oficiais. Um desses oficiais, Sir John Orde desafiou-o para um duelo.
Apesar da impopularidade das medidas tomadas, conseguiu manter a disciplina e elevar o moral das suas forças; estava sempre pronto para promover os bons oficiais. A ele se deve a organização do esquadrão naval que sob o comando de Horatio Nelson venceu a Batalha do Nilo.
Lorde St Vincent demitiu-se temporariamente do seu comando em 1799 devido a problemas de saúde, mas, tendo recuperado, regressou ao serviço activo no ano imediato. Foi nomeado como Primeiro Lorde do Almirantado em 1801. Foi também elevado a Visconde St Vincent de Meaford, no Condado de Stafford, com uma menção especial. Comandou a esquadra do Canal da Mancha de 1806 a 1807, tendo passado definitivamente à reserva em 1811. Em 1821 recebeu o título honorário de Almirante de Frota por ocasião da coroação de Jorge IV do Reino Unido.
Quando faleceu em 1823, a baronia de Jervis ficou extinta, mas um seu sobrinho foi autorizado a usar o título do viscondado.
Na Catedral de São Paulo, em Londres, existe um cenotáfio em sua memória. Subsistem diversos retratos seus, feitos em tempos diferentes.